# Isauro
Isauro  è un nome proprio di persona italiano maschile.

## Varianti
- Femminili: Isaura[2][3]
  - Ipocoristici: Aura, Isa

### Varianti in altre lingue
- Catalano: Isaure[4]
- Francese: Isaure
  - Femminili: Isaure[5]
- Latino: Isaurus[1][2]
  - Femminili: Isaura[5]
- Polacco: Izaur
  - Femminili: Izaura
- Portoghese
  - Femminili: Isaura[5]
- Spagnolo: Isauro[4]
  - Femminili: Isaura[5]

## Origine e diffusione
Deriva dal tardo nome latino Isaurus (o da un suo equivalente greco), un etnonimo riferito all'Isauria, una regione storica dell'Asia Minore (il cui nome è di origine asianica). 
In Italia, il nome è sparso un po' ovunque, ma con maggiore frequenza in Emilia-Romagna, Toscana e nella provincia di Cagliari; la sua diffusione è dovuta probabilmente al culto di sant'Isauro e forse, in parte, ai sovrani della dinastia isaurica, che governarono su Bisanzio per circa un secolo. Il suo utilizzo è comunque molto scarso, e prevalente al femminile.

## Onomastico
L'onomastico viene festeggiato il 17 giugno in ricordo di sant'Isauro, diacono ateniese, martire ad Apollonia con i compagni Felice, Innocenzo, Geremia e Pellegrino.

## Persone

### Variante femminile Isaura
- Isaura Garcia, cantante brasiliana
- Isaura Marly Gama Álvarez, cestista e pallavolista brasiliana
- Isaura Santos, cantante e compositrice portoghese

## Il nome nelle arti
- Isaura è un personaggio della telenovela La schiava Isaura, tratta dall'omonimo romanzo di Bernardo Guimarães.
- Isaura è una delle città sottili nel libro di Italo Calvino Le città invisibili.